# حمله اسرائیل به نوار غزه
در شامگاه ۲۷ اکتبر ۲۰۲۳، نیروهای دفاعی اسرائیل به عنوان بخشی از جنگ غزه، تهاجم گسترده‌ای را به داخل نوار غزه، با هدف اعلام شده برای «نابودی» حماس و سرنگونی دولت آن بر نوار غزه آغاز کردند.

## تهاجم
در غروب ۲۷ اکتبر، ارتش اسرائیل حمله زمینی گسترده‌ای به شهرهای بیت حانون و بوریج در نوار غزه انجام داد. این حمله در بحبوحه یک سری حملات هوایی گسترده اسرائیل صورت گرفت که ارتباطات تلفن همراه و دسترسی به اینترنت را در غزه قطع کرد. شایتت ۱۳، واحد کماندوی نیروی دریایی اسرائیل، یک شبه به نیروهای دریایی حماس حمله کرد.
در ۲۸ اکتبر، اسرائیل اعلام کرد یگان‌هایی که شب گذشته در داخل نوار غزه مستقر شده بودند همچنان مستقر هستند و این آغاز تهاجم اسرائیل به نوار غزه بود. ارتش اسرائیل اعلام کرد که در حال «گسترش عملیات زمینی» در نوار غزه است. ارتش اسرائیل مجدداً از ساکنان غزه درخواست کرد تا شمال را تخلیه کنند زیرا نخست‌وزیر بنیامین نتانیاهو گفت که «مرحله دوم جنگ آغاز شده است».

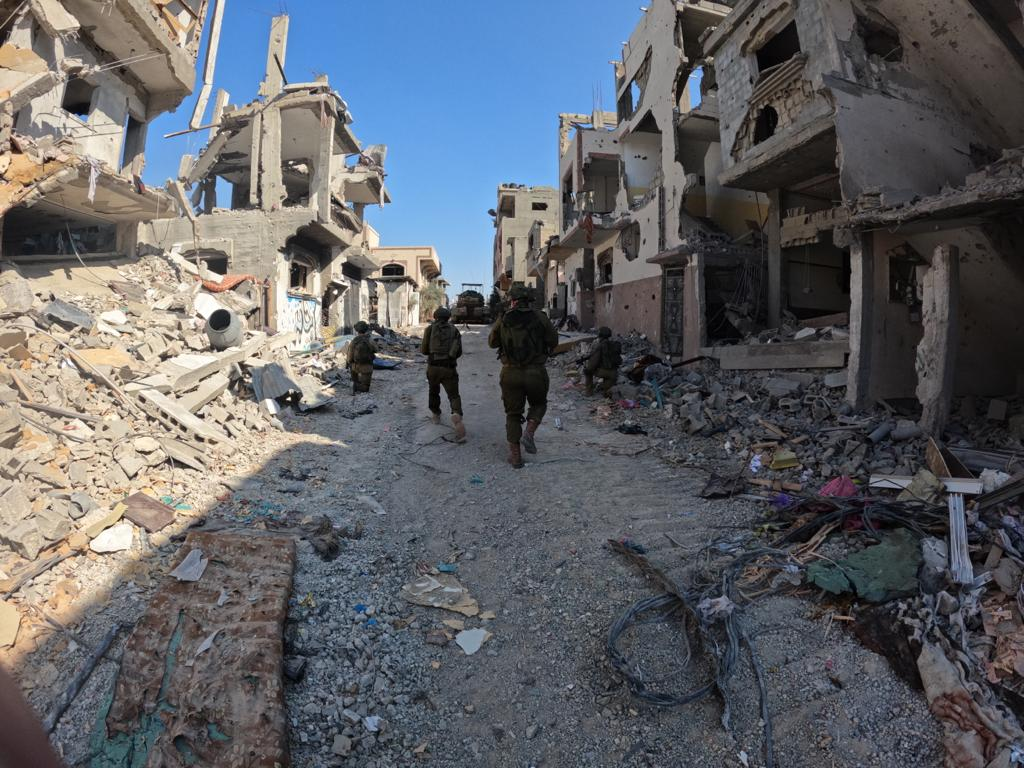
نیروهای ارتش اسرائیل در جریان عملیات زمینی در ۳۱ اکتبر

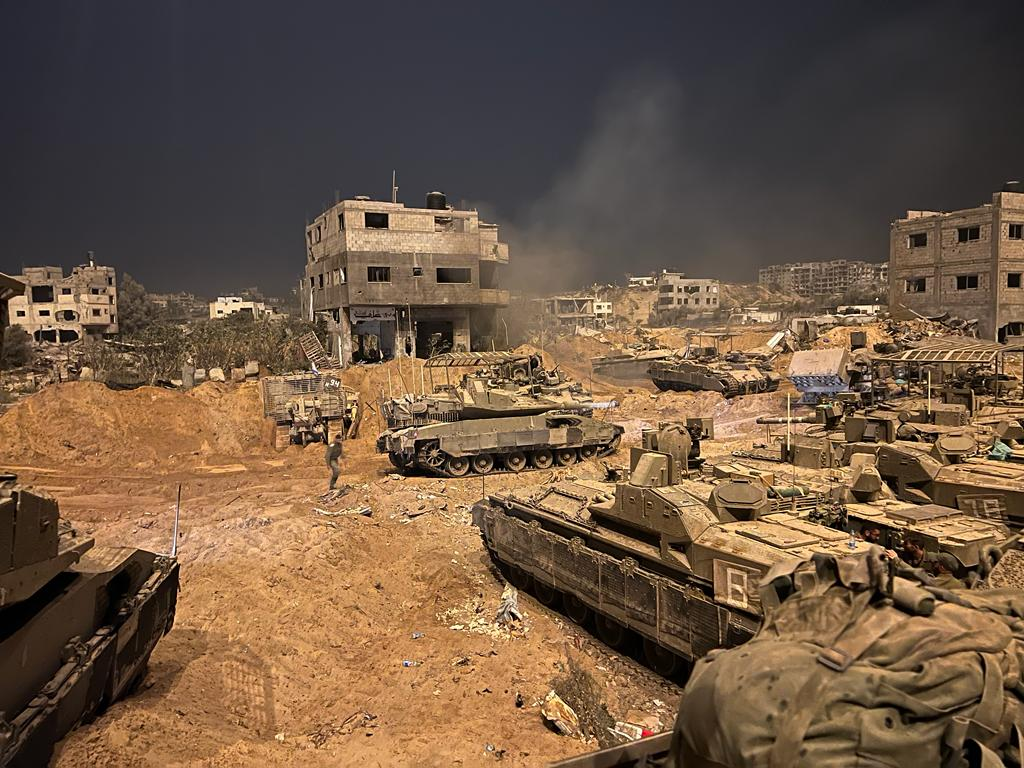
نیروهای ارتش اسرائیل در جریان عملیات زمینی در ۱ نوامبر

ارتش اسرائیل در سه جبهه پیشروی کرد: از شمال شرقی در نزدیکی بیت حانون، از شمال غربی در نزدیکی بیت‌لاهیا و از شرق در نزدیکی جحر الدیک.
در ۳۰ اکتبر، ارتش اسرائیل جاده صلاح‌الدین را که بخش‌های شمالی و جنوبی نوار غزه را به هم متصل می‌کند، مسدود کرد. علاوه بر این، تانک‌های اسرائیلی در محله زیتون شهر غزه مشاهده شدند. یکی از ساکنان محلی به خبرگزاری فرانسه گفت: «اسرائیلی‌ها جاده صلاح‌الدین را مسدود کرده‌اند و به هر وسیله نقلیه‌ای که بخواهد از آن عبور کند شلیک می‌کنند». شاهدان گزارش دادند و یک ویدیو نشان می‌داد که یک تانک اسرائیلی به سمت تاکسی با پرچم سفید روی سقف شلیک می‌کند که سعی کرده بود دور بزند. سخنگوی ارتش اسرائیل گفت: «به ارتش اسرائیل هیچ مدرکی نشان داده نشده که این یک خودروی غیرنظامی است و هیچ اطلاعاتی در مورد اینکه چه کسی داخل آن است وجود ندارد.» یک سرباز ارتش اسرائیل ربوده شده در همان روز در عملیاتی به رهبری ارتش اسرائیل با کمک شاباک و موساد آزاد شد. در ۳۰ اکتبر در شمال غرب غزه، گردان‌های قسام، جبهه دموکراتیک برای آزادی فلسطین و گردان‌های مقاومت ملی با نیروهای اسرائیلی درگیر شدند. در کنار آن، گردان‌های مقاومت ملی، خودروهای اسرائیلی را با گلوله‌های خمپاره سنگین بمباران کردند.
در ۱ نوامبر، ارتش اسرائیل از کشته شدن ۱۶ سرباز، ۱۵ نفر در داخل غزه و یک نفر در خارج از خاک فلسطین خبر داد.
در ۲ نوامبر، ارتش اسرائیل به‌طور کامل شهر غزه را محاصره کرده بود و محاصره شهر غزه را آغاز کرد. حماس تصاویری از انهدام یک تانک مرکاوای اسرائیلی را پس از استفاده جنگنده‌هایش از گلوله آل یاسین ۱۰۵ میلی‌متری برای خنثی کردن سیستم حفاظتی تروفی نشان داد.
در ۵ نوامبر، ارتش اسرائیل از کشته شدن ۲۹ سرباز و زخمی‌شدن یک سرباز در جریان نبرد در نوار غزه خبر داد.
در ۱۱ نوامبر، چهار افسر ارتش اسرائیل از جمله یک سرلشکر در پی انفجاری در داخل یک تونل در نزدیکی بیت حانون کشته و چهار افسر دیگر زخمی‌شدند. همه تلفات از گردان ۶۹۷ تیرهای آتشین تیپ ذخیره ۵۵۱ بودند.

## واکنش‌ها

### ایران
به گزارش الجزیره انگلیسی، در ۱۵ اکتبر، ایران به اسرائیل دربارهٔ تشدید تنش در منطقه در صورت ورود ارتش اسرائیل به غزه برای تهاجم زمینی هشدار داد. حسین امیرعبداللهیان، وزیر امور خارجه ایران اظهار داشت که اگر تلاش‌ها برای توقف حملات اسرائیل در غزه با شکست مواجه شود، به احتمال زیاد «جبهه‌های دیگر باز خواهد شد».

### آمریکا
جو بایدن، رئیس‌جمهور ایالات متحده در مصاحبه‌ای که در ۱۵ اکتبر پخش شد، گفت: «این یک اشتباه بزرگ برای اسرائیل است که در تعقیب حماس خود را برای حمله زمینی به غزه آماده می‌کند تا این منطقه ۲۵ مایلی را دوباره اشغال کند». مقامات ایالات متحده گفتند که دولت بایدن به اسرائیل توصیه کرد که تهاجم زمینی به غزه را به تأخیر بیندازد تا زمان بیشتری برای مذاکرات مربوط به گروگان‌گیری فراهم شود.
دیوید پترائوس، مدیر سابق سیا هشدار داد که حمله زمینی در غزه ممکن است موگادیشو با استروئیدها خیلی سریع باشد.

### مصر
در ۲۵ اکتبر، رئیس‌جمهور مصر، عبدالفتاح السیسی هشدار داد که تهاجم زمینی به نوار غزه باعث «تلفات غیرنظامی بسیار، بسیار زیاد» خواهد شد.

### عربستان سعودی
در ۲۷ اکتبر، مقامات سعودی به شدت به ایالات متحده هشدار دادند که عملیات زمینی اسرائیل در غزه می‌تواند عواقب ویرانگری برای خاورمیانه داشته باشد.

### افکار عمومی اسرائیل
در ۱۹ اکتبر، یک نظرسنجی توسط روزنامه اسرائیلی معاریو نشان داد که ۶۵٪ از اسرائیلی‌ها از تهاجم زمینی حمایت کردند و ۲۱٪ با آن مخالف بودند. در مقایسه، بر اساس نظرسنجی انجام شده برای روزنامه اسرائیلی معاریو در ۲۵ و ۲۶ اکتبر، تنها ۲۹ درصد از اسرائیلی‌ها از حمله زمینی فوری در مقیاس وسیع به نوار غزه حمایت کردند. معاریو گفت که «تقریباً مسلم است که تحولات در مورد گروگان‌ها که اکنون در راس برنامه‌ها قرار دارد، تأثیر زیادی بر این تغییر داشته است».